# Nemanja Milisavljević
Nemanja Milisavljević (* 1. November 1984 in Brus, SFR Jugoslawien) ist ein serbischer Fußballspieler.

## Karriere
Milisavljević kam im Jahr 2001 aus der Jugend des FK Rad in die erste Mannschaft, die seinerzeit in der jugoslawischen Prva liga spielte. Nach dem Abstieg 2003 verließ er den Klub zu FK Radnički Niš. Im Sommer 2006 schloss er sich OFK Belgrad an. Ein Jahr später verpflichtete ihn der mazedonische Klub Rabotnički Skopje, mit dem er die Meisterschaft 2008 gewinnen konnte. Anschließend wechselte er zum Lokalrivalen Vardar Skopje. Anfang 2009 verließ Milisavljević Mazedonien und schloss sich dem rumänischen Erstligisten FC Vaslui an. Mit seinem neuen Klub kämpfte er stets um die Meisterschaft, konnte jedoch keinen weiteren Titel gewinnen. Seine größten Erfolge in dieser Zeit waren die Vizemeisterschaft 2012 und das Pokalfinale 2010. Nach vier Jahren schloss er sich im Sommer 2012 Rapid Bukarest an, ehe er Anfang 2013 zu Ludogorez Rasgrad nach Bulgarien wechselte. Dort kam er in der Rückrunde 2012/13 auf sechs Einsätze und gewann seine zweite Meisterschaft. Anschließend heuerte er bei ZSKA Sofia an. Mit ZSKA erreichte er in der Saison 2013/14 die Vizemeisterschaft und kam als Stammkraft in nahezu allen Spielen zum Einsatz. Die Spielzeit 2014/15 beendete er mit seiner Mannschaft auf dem fünften Platz. Anschließend wurde ZSKA die Lizenz entzogen und Milisavljević musste den Verein verlassen. Er schloss sich im Sommer 2015 Beroe Stara Sagora an. Mit Beroe erreichte er die Qualifikation zur Europa League. In der Hinrunde 2016/17 kam er seltener zum Einsatz und löste seinen Vertrag Anfang 2017 auf. Zu folgenden Spielzeit verpflichtete ihn dann der FK Napredak Kruševac und seit 2018 steht er nun bei FK Trajal unter Vertrag.

## Erfolge
- Mazedonischer Meister: 2008
- Mazedonischer Pokalsieger: 2008
- Bulgarischer Meister: 2013